# In albis
Az in albis latin eredetű kifejezés. Jelentése: fehér lapokban.
Így nevezik a könyv nyomtatott, egyszer összehajtott íveit, amikor még nincsenek sem összekötve, sem összefűzve.